# 南の国のカンヤダ
『南の国のカンヤダ』（みなみのくにのカンヤダ）は、スタジオジブリの鈴木敏夫によるノンフィクション小説である。2017年3月から週刊女性セブンで連載したものに加筆して出版された。
鈴木敏夫が偶然知り合ったタイ人のシングルマザー、カンヤダをめぐる物語であり、それまで語られていなかった鈴木敏夫の家族観や人生観が明かされている。
カンヤダはバンコクで「メイのレストラン」（メイはカンヤダの愛称でもある）をスタジオジブリ公認で開業している（2019年に閉店）。